# Feuillée (cratera)
Feuillée é uma pequena cratera de impacto lunar, situada na parte oriental do Mare Imbrium. Aproximadamente a 4 km a sudeste situa-se outra pequena cratera de impacto chamada "Beer".
O nome desta cratera é em homenagem ao explorador, botânico e astrônomo francês Louis Éconches Feuillée.